# Municipio de Perry (Minnesota)
El municipio de Perry (en inglés: Perry Township) es un municipio ubicado en el condado de Lac qui Parle en el estado estadounidense de Minnesota. En el año 2010 tenía una población de 101 habitantes y una densidad poblacional de 1,06 personas por km².

## Geografía
El municipio de Perry se encuentra ubicado en las coordenadas 45°6′58″N 96°17′55″O / 45.11611, -96.29861. Según la Oficina del Censo de los Estados Unidos, el municipio tiene una superficie total de 95.65 km², de la cual 95,33 km² corresponden a tierra firme y (0,33 %) 0,31 km² es agua.

## Demografía
Según el censo de 2010, había 101 personas residiendo en el municipio de Perry. La densidad de población era de 1,06 hab./km². De los 101 habitantes, el municipio de Perry estaba compuesto por el 99,01 % blancos, el 0,99 % eran asiáticos. Del total de la población el 0 % eran hispanos o latinos de cualquier raza.